# Hans Föllmer
Pour les articles homonymes, voir Follmer.
Hans Föllmer (né le 20 mai 1941 à Heiligenstadt, en Allemagne) est un mathématicien allemand, professeur émérite à l'université Humboldt de Berlin. 

## Formation et carrière
Föllmer commence par étudier la philosophie et les langues romanes à Cologne, puis les mathématiques, la physique et la philosophie à l'université de Göttingen, à Paris et à l'université d'Erlangen, où il a obtenu son diplôme en 1967 et son doctorat en 1968 sous la direction de Konrad Jacobs, avec une thèse intitulée « Feine Topologie am Martinrand eines Standardprozesses ».
Il a ensuite été instructeur au MIT de 1969 à 1970, instructeur au Dartmouth College de 1970 à 1972, professeur de mathématiques à l'université de Francfort à partir de 1973, professeur de statistiques à l'université de Bonn de 1974 à 1977 et professeur à l'EPF de Zurich de 1977 à 1988. De 1988 à 1994, il a été professeur de mathématiques appliquées à l'université de Bonn et, à partir de 1994, professeur de mathématiques (stochastique, stochastique des marchés financiers) à l'université Humboldt de Berlin. Depuis 2006, il y est professeur émérite, et a été professeur invité à l'université nationale de Singapour. Depuis 2008, il est Andrew D. White Professor- at-Large à l'université Cornell. Par ailleurs, il a été professeur invité dans de nombreuses universités (notamment Princeton, Stanford, Berkeley, Cambridge, Saint-Pétersbourg, Tokyo, différentes universités parisiennes, Columbia University, Sao Paulo et Varsovie).

## Travaux
Hans Föllmer est largement connu pour ses contributions à la théorie des probabilités, à l'analyse stochastique  et à la finance mathématique.
En économie mathématique, il a apporté ses premières contributions à la modélisation mathématique des interactions sociales. 
En mathématiques financières, il a apporté des contributions fondamentales à la théorie des mesures de risque  et à la couverture des créances contingentes. Il a donné son nom, avec Martin Schweizer, à la décomposition de Föllmer-Schweizer.

## Prix et distinctions
Il est lauréat en 1973 du prix Emmy-Noether de l'Université d'Erlangen.
Il reçoit la médaille Cantor en 2006,. Dans son éloge, il a été décrit comme le "principal théoricien allemand des probabilités de sa génération", qui a eu une influence décisive sur le développement de la stochastique (en particulier l'analyse stochastique et la stochastique des marchés financiers). En 2007, il devient docteur honoris causa de l'université Paris-Dauphine. 
En 1994, il est invité à donner une conférence au Congrès international des mathématiciens à Zurich (« Probabilistic methods in finance »). En 2000, il donné une conférence plénière au 3e Congrès européen des mathématiciens à Barcelone (« Probabilistic Aspects of Finance »).
Il est membre de l'Academia Europaea (1991), de l'Institut de statistique mathématique (2007), de l'Académie des sciences de Berlin-Brandebourg et de l'Académie Léopoldine

## Publications
- Föllmer, « Random economies with many interacting agents », Journal of Mathematical Economics, vol. 1, no 1,‎ mars 1974, p. 51–62 (ISSN 0304-4068, DOI 10.1016/0304-4068(74)90035-4).

- H. Föllmer, Séminaire de Probabilités XV 1979/80, vol. 850, Springer Berlin Heidelberg, coll. « Lecture Notes in Mathematics », 1981, 143–150 p. (ISBN 978-3-540-10689-0, ISSN 0075-8434, e-ISSN 1617-9692, DOI 10.1007/BFb0088364, lire en ligne), « Calcul d'Ito sans probabilites »

- Hans Föllmer, Lecture Notes in Mathematics, vol. 1362, Springer Berlin Heidelberg, 1988, 101–203 p. (ISBN 978-3-540-50549-5, ISSN 0075-8434, e-ISSN 1617-9692, DOI 10.1007/BFb0086180), « Random fields and diffusion processes »

- Föllmer et Schied, « Convex measures of risk and trading constraints », Finance and Stochastics, vol. 6, no 4,‎ 1er octobre 2002, p. 429–447 (ISSN 0949-2984, DOI 10.1007/s007800200072, S2CID 1729029, lire en ligne)

- Föllmer et Kabanov, « Optional decomposition and Lagrange multipliers », Finance and Stochastics, vol. 2, no 1,‎ 1er novembre 1997, p. 69–81 (ISSN 0949-2984, e-ISSN 1432-1122, DOI 10.1007/s007800050033, S2CID 13051630, lire en ligne)